# Kis nyárfacincér
A kis nyárfacincér (Saperda populnea) a rovarok (Insecta) osztályának a bogarak (Coleoptera) rendjébe, ezen belül a mindenevő bogarak (Polyphaga) alrendjébe és a cincérfélék (Cerambycidae) családjába tartozó faj.

## Előfordulása
A kis nyárfacincér Európa nagy részén, Észak-Afrikában, Kelet-Ázsiában és Észak-Amerikában is honos.

## Megjelenése
A kis nyárfacincér 1-1,5 centiméter hosszú. A nyárfacincérek testhosszúságú csápjukról, a szárnyfedők oldalának párhuzamos futásáról és meg nem vastagodott combjukról ismerhetők fel. A kis nyárfacincér jellemzője a sűrűn pontozott szárnyfedők szürke-sárga szőrözöttsége, ami foltszerűen jelenik meg. Az előtor háta kétoldalt ugyancsak sárga.

## Életmódja
A kis nyárfacincér ligeterdőkben, patakok és folyók parti részein él. A nyár- és a fűzfákat kedveli. A rovar tápláléka a fák rostjai és nedve.

## Szaporodása
A nőstény patkó alakú mélyedést harapdál a fák gallyaiba, közepén lyukat rág a kéreg alá, és abba egy petét helyez el. A lyukat kocsonyás anyaggal zárja le, amely a növényi szöveteket kalluszképződésre serkenti. A lárva az első hetekben a kallusszal táplálkozik. Később behatol a fába. Fejlődési ideje 2 év.